# Liste der technischen Denkmale im Landkreis Meißen
Die Liste der technischen Denkmale im Landkreis Meißen enthält die Technischen Denkmale im Landkreis Meißen.
Diese Liste ist eine Teilliste der Liste der Kulturdenkmale in Sachsen.
Aufgrund der großen Anzahl von technischen Denkmalen ist die Liste aufgeteilt in die
- Liste der technischen Denkmale im Landkreis Meißen (A–M)
- Liste der technischen Denkmale im Landkreis Meißen (N–Z)

Die Buchstaben entsprechen den Anfangsbuchstaben der Gemeindenamen.